# Frankenbach (Bever)
Der Frankenbach  ist ein orografisch linkes Nebengewässer der Bever in Nordrhein-Westfalen, Deutschland. Der Bachlauf, dessen Namensherkunft ungeklärt ist, hat eine Länge von 7,4 km. 

## Geographie
Der Frankenbach entspringt südlich vom Hof Wiggering, nördlich von Einen, einem Teil von Warendorf. Zunächst durchzieht er die Drosseler Heide und durchläuft daraufhin die zu Ostbevern gehörende Bauerschaft Schirl. Beim Hof Grawinkel fließt der Nördliche Frankenbach dem Frankenbach zu. Im weiteren Verlauf zieht das Gewässer in der Ostbevernder Bauernschaft Überwasser an den beiden Höfen Schulze Niehoff und Schulze Althoff vorbei, unterquert die B 51 und mündet beim Hof Prenger Beringhoff, gegenüber der ehemaligen Burg Halstenbeck, in die Bever.